# Сан-Педру-да-Сипа
Сан-Педру-да-Сипа (порт. São Pedro da Cipa)  —  муниципалитет в Бразилии, входит в штат Мату-Гросу. Составная часть мезорегиона Юго-восток штата Мату-Гроссу. Входит в экономико-статистический  микрорегион Рондонополис. Население составляет 3 641 человек на 2006 год. Занимает площадь 344,330 км². Плотность населения - 10,6 чел./км².

## Статистика
- Валовой внутренний продукт на 2003 составляет 12.224.174,00 реалов (данные: Бразильский институт географии и статистики).
- Валовой внутренний продукт на душу населения на 2003 составляет 3.420,31 реалов (данные: Бразильский институт географии и статистики).
- Индекс развития человеческого потенциала на 2000 составляет 0,717 (данные: Программа развития ООН).